# Liste von Höhlen in Nordamerika
Dieser Artikel listet Höhlen in Nord- und Mittelamerika auf.

## Belize
- Chiquibul Cave System

## Jamaika
- Green Grotto Cave

## Mexiko
- Cueva Coyolat
- Cueva de Alpazat
- Cueva del Tecolote
- Cueva de Villa Luz
- Cueva Luna Azufre
- Gruta de las Canicas
- Grutas de Loltún
- Kihaje Xontjoa
- Sistema Actun Hu
- Sistema Cheve (Cuicateco)
- Sistema Cuetzalan - Atepolihuit
- Sistema del Gandara
- Sistema de Tepepa
- Sistema Dos Ojos
- Sistema Huautla
- Sistema K'oox Baal, Unterwasserhöhle
- Sistema Naranjal (Najaron-Maya Blue)
- Sistema Ox Bel Ha bei Solidaridad
- Sistema Ponderosa, Unterwasserhöhle
- Sistema Purificacion
- Sistema Sac Actun (Nohoch Nah Chich) bei Solidaridad
- Sistema Soconusco
- Sistema Toh Ha

## Kanada
- Castleguard Cave
- Wells Gray Park Höhle, British Columbia, entdeckt 2018, noch ohne offiziellen Namen[1]

## USA
- Big Bat Cave
- Big Bone Cave
- Big Horn - Horsethief Cave System
- Bigfoot Cave
- Binkley's Cave System
- Blue Spring Cave in Tennessee
- Bone - Norman Cave System
- Butler-Sinking Creek System
- Carroll Cave
- Carlsbad Caverns im Carlsbad-Caverns-Nationalpark, New Mexico
- Cave Creek Cave System
- Chestnut Ridge Cave System
- Coldwater Cave
- Coral Cave System
- Crumps Spring Cave
- Culverson Creek Cave System
- Cumberland Caverns in Tennessee
- Crevice Cave in Missouri
- Ellisons Cave
- Emesine Cave
- Fern Cave
- Fisher Ridge Cave System in Kentucky
- Fitton (Beauty) Cave
- Foglepole Cave
- Fort Stanton Cave
- Friars-Hole Höhlensystem in Sest Virginia
- Gap Cave System
- Goochland - Poplar Cave Complex
- Gradys (Mammoth River) Cave System
- Groaning Cave
- Hellhole in West Virginia
- Hidden River System (Hicks Cave)
- Honey Creek Cave
- Howe Caverns
- Hualalai Ranch Cave
- Indian Caverns in Pennsylvania
- James (Thousand Domes) Cave
- Jewel Cave im Jewel Cave National Monument, South Dakota
- Kazumura Cave Lavahöhle auf Hawaii
- Kipuka Kanohina (Kula Kai Caverns)
- Laurel Caverns in Pennsylvania
- Lehman Cave im Great-Basin-Nationalpark, Nevada
- Lechuguilla Cave in New Mexico
- Lilburn Cave
- Lincoln Caverns in Pennsylvania
- Lost River Cave System
- Luray Caverns in Virginia
- Mammoth Cave System im Mammoth-Cave-Nationalpark, Kentucky
- Mark Twain Cave
- Martin Ridge System in Kentucky
- Maxwellton (Cowshit Pit) Cave
- McClung Cave System
- Memorial Day Cave
- Mercer Cave in Kalifornien
- Moore Cave System
- Mountain Eye Cave System
- Mystery Cave System
- Nunley Mtn.Cave System
- Omega System in Virginia
- Oregon Cave im Oregon Caves National Monument, Oregon
- Organ Cave System in West Virginia
- Pahoa Cave
- Penn’s Cave in Pennsylvania
- Perkins Cave
- Portal-BoarHole System
- Powell’s Cave System
- Rimstone River Cave
- Rumbling Falls Cave
- Scott Hollow Cave in West Virginia
- Shoshone Ice Caves in Idaho
- Sloans Valley Cave System in Kentucky
- Smoke Hole Caverns in West Virginia
- Sugar Run Cave System
- Sullivan Cave
- The Hole
- Thornhill Cave System
- Timpanogos Cave im Timpanogos Cave National Monument, Utah
- Wakulla-Leaon Sinks Cave System, Unterwasserhöhle in Florida
- Wells Cave
- Whigpistle Cave System, Kentucky
- Wind Cave im Wind-Cave-Nationalpark, South Dakota
- Xanadu Cave System in Tennessee

## Notizen
1. ↑  Quelle, 20 Minuten, 21. Dezember 2018